# تروبادور

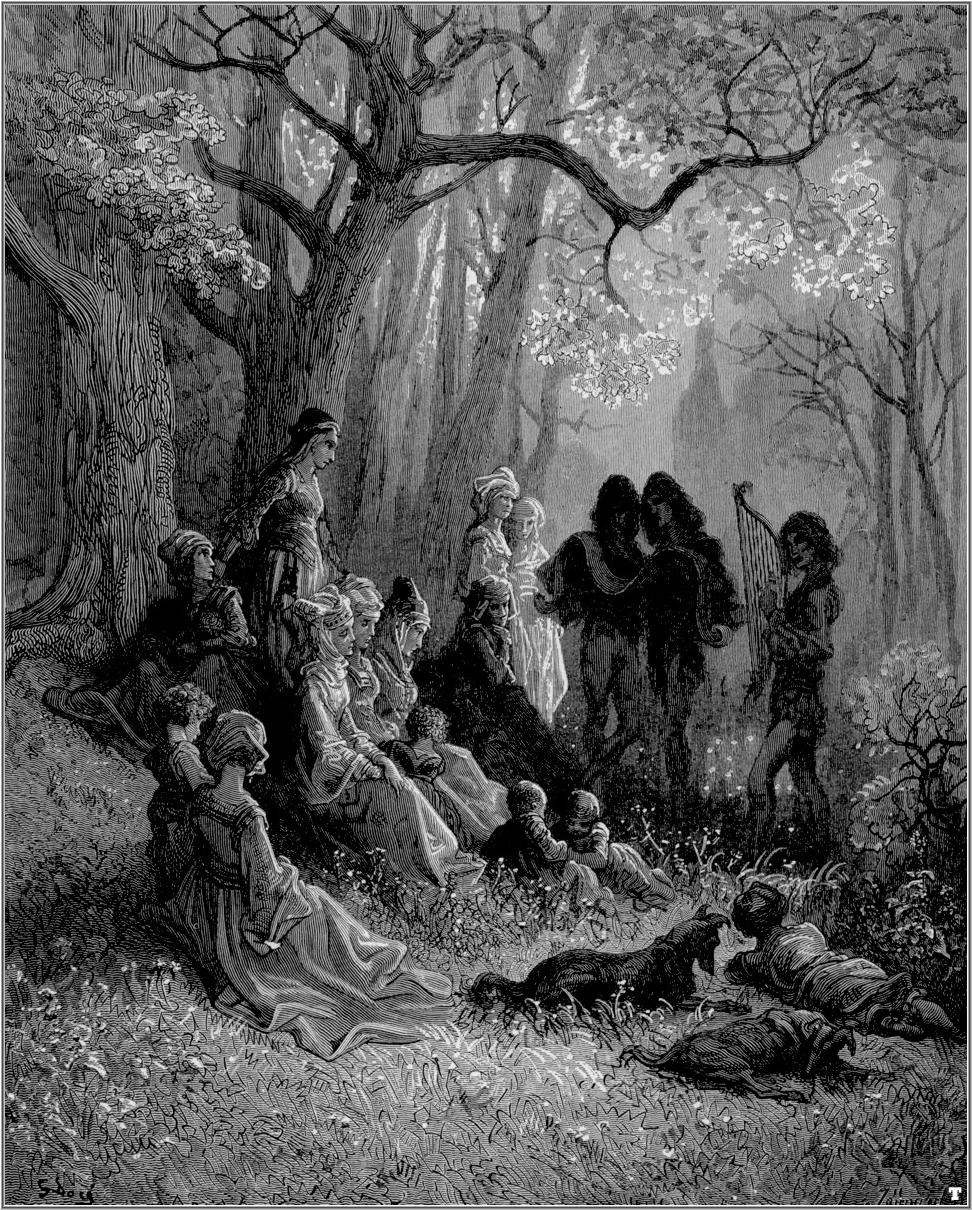
تصویر عاشقانه گوستاو دوره (1832-1883) از تروبادورهایی که به قیمت جنگ های صلیبی آواز می خوانند و چنگ می نوازند.

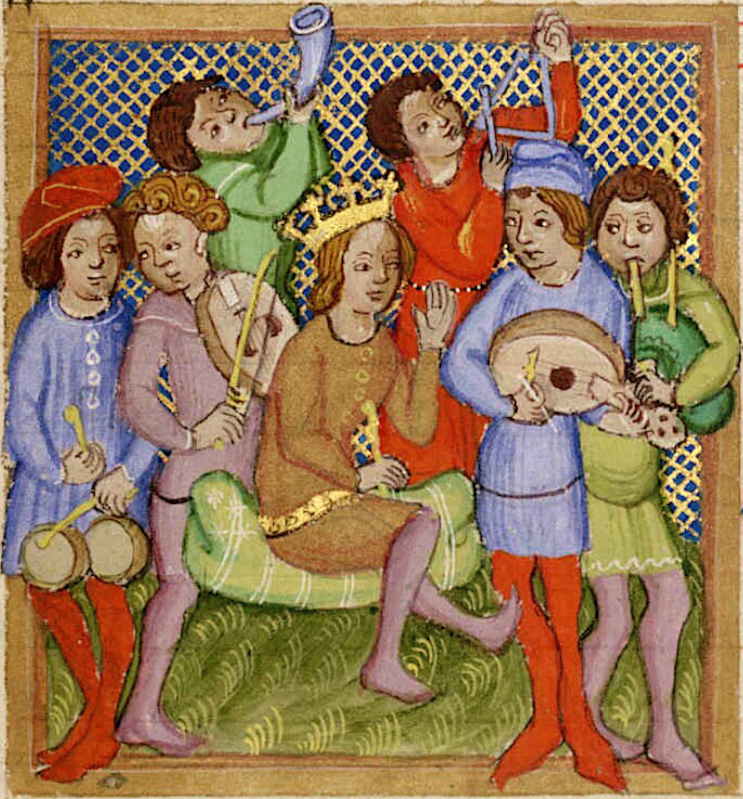
گروهی از تروبادور - برلین

تروبادور به افرادی گفته می‌شد که در اروپای قرون وسطی در محدوده کشورهای فرانسه، آلمان و ایتالیا خود شعر می‌سرودند و خود تغنی می‌نمودند . این افراد در سنّت آلمانی، به‌طور ِ خاص، به «مینِسینگِر» (Minnesinger) نامدار شدند. تروبادورها (سده ۱۱-سده ۱۲م) بربط می‌نواختند و در اشعارشان که بوی حماسه و عشق می‌داد ویژگی‌هایی از شعر عرب نمایان بود.
بعضی بر این گمانند که ریشه واژه تروبادور از کلمه عربی طرب است.